# Николаев, Владимир Константинович
Владимир Константинович Николаев (род. 1 августа 1945) — заслуженный донор Украины, Герой Украины (2006).

## Биография
Родился 1 августа 1945 года.
Трудовую деятельность начал в 1962 году.
Работал инженером в закрытом научно-исследовательском институте («Почтовый ящик № 187»). Потом — в Научно-производственном предприятии «Южно-западное».
В 1966 году начал заниматься активным донорством.
Николаев В. К. уже на протяжении почти 35 лет каждый месяц садится в донорское кресло и делится своей кровью с теми, кто в ней так остро нуждается. За это время Владимир Константинович сдавал кровь более 600 раз и спас жизни более чем 1,5 тысячи людей! «В общей сложности я сдал 389 литров крови. Как сказал мне один врач, я уже заполнил собой четыре столитровых бочки», — говорит герой. «А плазмы я отдал около двухсот литров точно», — подсчитывает Николаев.
Все эти годы он помогает больным безвозмездно:

«Я никогда не брал деньги, потому что прекрасно мог и без них обойтись. Пока молодой был, мной просто руководил интерес — было любопытно, сколько может человек сдать крови без ущерба для здоровья. А сейчас уже просто помогаю людям, это стало привычкой».

У донора вторая положительная группа крови. Несмотря на предельный возраст для доноров на Украине 60 лет, врачи продолжают брать у Николаева кровь — его здоровье это позволяет.

## Награды и звания
- Герой Украины (с вручением ордена Державы, 19.08.2006 — за подвиг и самопожертвование, проявленные ради спасения жизни и здоровья граждан Украины).
- За свою жизнь Владимир Константинович был удостоен порядка 20 наград. Но самыми дорогими герой считает две из них — серебряную медаль «Заслуженный донор Украины», полученную уже в годы независимости, и городскую награду «За верную службу родному городу».
- Почётный донор СССР.